# Lorraine De Selle
Lorraine De Selle est une productrice et 
actrice de cinéma française, née en 1951 à Milan.

## Filmographie

### Productrice

#### Cinéma
- 2009 : L'oro di Cuba

#### Télévision

##### Séries télévisées
- 2011 : Angeli & Diamanti
- 2009 : Al di là del lago
- 2002-2008 : Carabinieri
- 2007 : Un dottore quasi perfetto
- 2006 : La sacra famiglia
- 2005 : Carabinieri: Sotto copertura
- 1999 : Nouvelle vie, nouvelle donne
- 1987 : Nul ne revient sur ses pas

### Actrice

#### Cinéma
- 1976 : Noi siam come le lucciole
- 1977 : Black Emanuelle en Amérique : Gemini
- 1977 : KZ9 - Lager di Sterminio : Maria Black
- 1978 : Nero veneziano : Amie de Christine
- 1979 : Les Contrebandiers de Santa Lucia (I contrabbandieri di Santa Lucia) d'Alfonso Brescia
- 1979 : Où es-tu allé en vacances ?
- 1979 : Tre sotto il lenzuolo : Femme d'Andrea
- 1979 : La lycéenne séduit ses professeurs : Fedora
- 1979 : Fille de nuit : Bianca Maria
- 1979 : Voyage avec Anita : Jennifer
- 1979 : Il ginecologo della mutua : Fiancée de Mara
- 1980 : Vacanze per un massacro : Paola, la sœur de Liliana
- 1980 : La Maison au fond du parc : Gloria
- 1981 : Cannibal Ferox : Gloria Davis
- 1981 : Gardenia, il giustiziere della mala : Consuelo
- 1981 : Storia senza parole
- 1982 : Pénitencier de femmes : Head Warden
- 1983 : Révolte au pénitencier de filles : Colleen
- 1984 : Les bêtes féroces attaquent : Laura Schwarz

#### Télévision

##### Séries télévisées
- 1988 : Rally
- 1985 : Caccia al ladro d'autore
- 1984 : Il santo
- 1983 : Ophiria
- 1980 : Sam et Sally : Laura
- 1979 : Le Retour du Saint : Maria